# Kuchenspitze
Die Kuchenspitze ist ein 3148 m ü. A. hoher Berg im Verwall zwischen Stanzer Tal und Paznaun im Westen Nordtirols.

## Lage und Landschaft
Der Berg erhebt sich südlich von St. Anton am Arlberg. Nordöstlich des Gipfels liegt die Darmstädter Hütte.
Die Kuchenspitze ist nach dem Hohen Riffler der zweithöchste Gipfel der Gruppe. Der Hauptgipfel mit der Kote 3148 bildet das südöstliche Ende des langen Gipfelgrates, nordwestlich liegen einige Nebengipfel von annähernd gleicher Höhe. Der Berg ist vergletschert, im Nordkar liegt der Große Kuchenferner, im Westen der Kleine Kuchenferner und südlich der Große Küchlferner. Südlich im Gratverlauf befindet sich die fast gleich hohe Küchlspitze (3147 m), über das Kuchenjöchl (2730 m) führt der Grat nordwärts weiter zum Scheibler (2978 m). Die Kuchenspitze liegt etwas nördlich des Hauptkamms des Verwall, der über die Küchlspitze verläuft.
Die ganze Ostseite entwässert zum Kartellspeicher und den Moosbach zur Rosanna, die Westflanke zum Fasulbach, der der oberen Rosanna zugeht.

## Erschließung und Besteigung
Erstbestiegen wurden zwei der Gipfel, darunter der 3148 Meter hohe Hauptgipfel, von Andreas Madlener und Julius Volland am 3. September 1877. Zu der Zeit war er einer der wenigen unbestiegenen Gipfel der Gruppe, da der Hauptkamm des Verwall um 1860 für die Landesvermessung begangen wurde.
Der Berg wird heute nur sehr selten begangen. Alle Anstiege erfordern bergsteigerische Erfahrung und Kletterkönnen. Die wohl einfachste (aber nicht unbedingt ungefährlichste) Route führt von der Konstanzer Hütte (welche beispielsweise von St. Anton durch das Verwalltal erreicht werden kann) durchs Fasultal und über einen steilen Grashang auf die Hochebene südwestlich des Gipfels. Der Gipfelanstieg erfolgt dann über den kleinen Kuchenferner und durch ein Rinnensystem in der Südwestwand, durch welches man den Gipfelgrat etwas nordwestlich des Hauptgipfels erreicht (mindestens Schwierigkeitsgrad UIAA II/SAC WS+). Von der Darmstädter Hütte im oberen Moostal kann der Gipfel ebenfalls über verschiedene Routen unterschiedlicher Schwierigkeit erreicht werden.

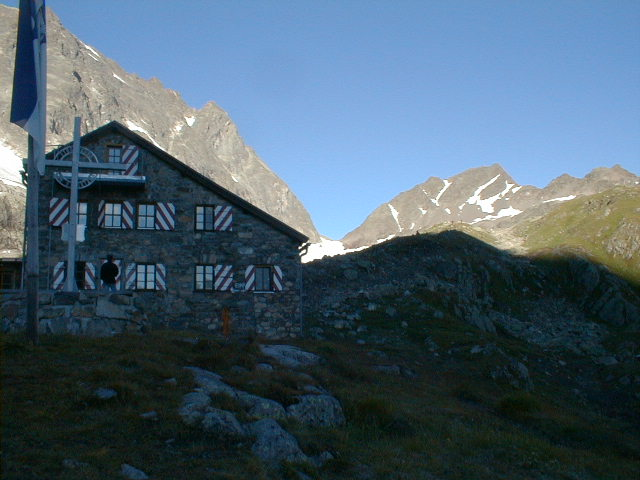
Darmstädter Hütte gegen Kuchenjöchl, rechts der Scheibler, links die Nordgipfel der Kuchenspitze.
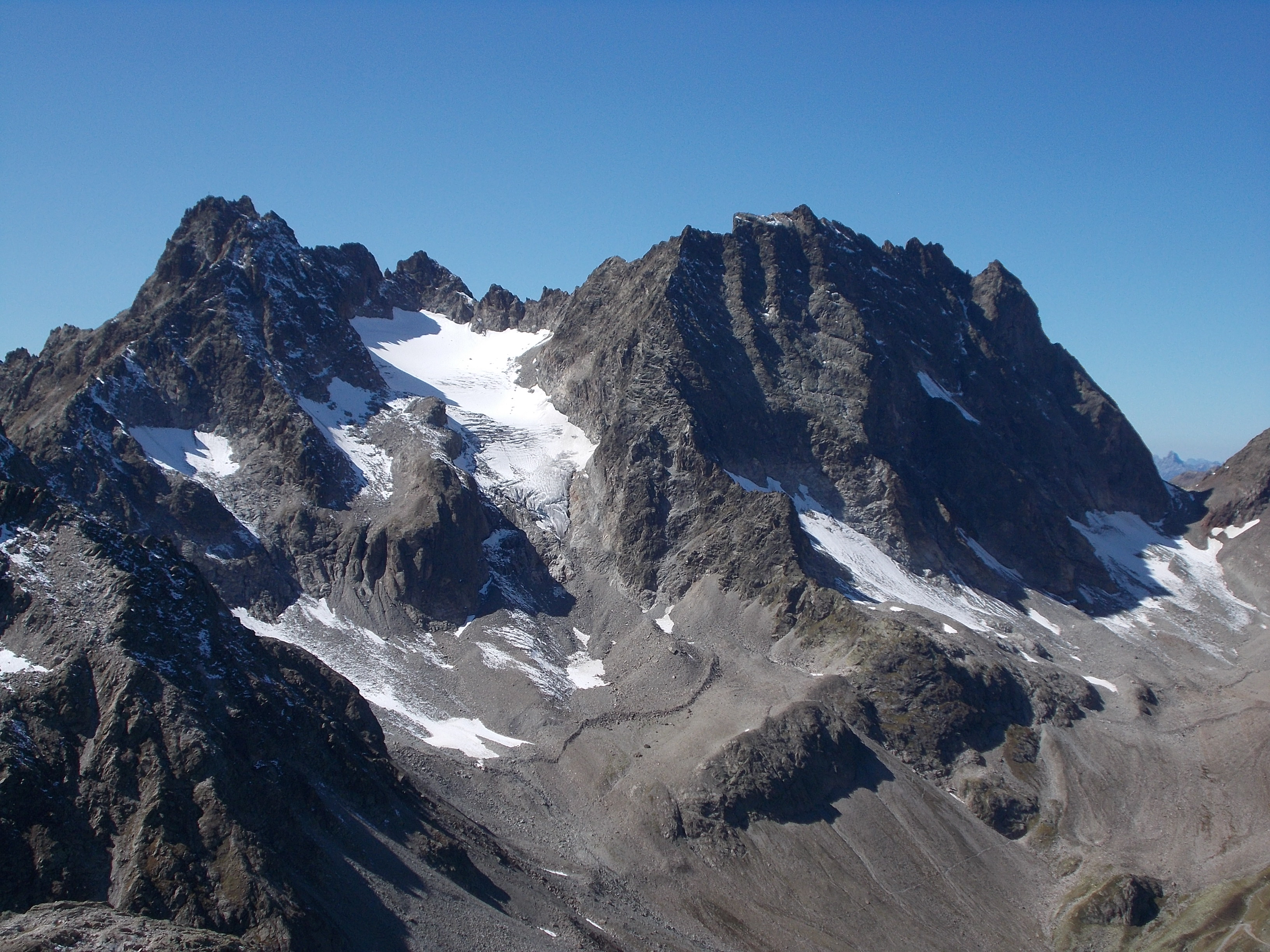
Küchlspitze (links) und Kuchenspitze (rechts) von Osten. Ganz rechts das Kuchenjoch (2730 m), über diesem die Zimba in der Ferne.